# 古典マヤ語
古典マヤ語（正確には古典チョルティ (Ch'olti') 語）は、マヤ語族に属する歴史的に証明されている最古の言語である。マヤ文明古典期の先コロンブス期碑文に記録されている主要な言語である。また、（ワステコ語とユカテコ語と同様に）マヤ祖語の直系の子孫であり、マヤ語のチョル語群の共通の祖先でもある。古典マヤ語の現代の子孫には、チョル語とチョルティ(Ch'orti')語が含まれる。これらの言語の話者は、多くの古典マヤ語の単語を理解できる。
古典マヤ語は、形態論的に非常に拘束力のある言語であり、ほとんどの単語が比較的不規則性の少ない複数の形態素で構成されている。地域的・時間的な差異も見られるが、言語の使用期間が長かったことを考えると、これは全く正常なことである。それでも、テキストを見ると、単一の統一された言語であることがはっきりわかる。古典マヤ語は、形態だけでなく、統語にも焦点標示に能格アラインメントを示す。子孫のチョル語群はこの能格アラインメントのパターンを完了アスペクトの文に限定しているが、古典マヤ語では分裂能格の証拠はない。
この文字の口頭言語であるマンチェ地方のCh'olti'語は、1685年から1695年の間に書かれた写本から知られ、ダニエル・ギャリソン・ブリントンによって初めて研究された。この言語は、マヤ文字の研究で特に興味深いものになっている。これは、ほとんどのテキストが、古典期のマヤ地域全体で権威ある言語形式として話されていたと考えられる、碑文学者には古典マヤ語として知られるチョルティ(Ch'olti')語の古典的な種類で書かれているためである。

## 歴史
現存する象形文字のテキストに最も頻繁に記録されているのは1つの威信のある言語であるが、象形文字のコーパスの中には、マヤ南部地域や高地で書かれたテキストに見られる東チョラナ変種、7世紀半ば以降にウスマシンタ地域から広がった西チョラナ変種、ユカタン半島のテキストに見られるユカテク変種の少なくとも3種類のマヤ語の証拠が発見されている。テキストに言語変種が少ししか見られない理由は、それらがマヤ地域全体で威信のある方言として機能し、象形文字のテキストはエリートの言語で書かれたためであろう。
スティーヴン・ハウストン、ジョン・ロバートソン、デイヴィッド・スチュアートは、低地南部のテキストのほとんどに見られるチョル語群の特定の種類は、彼らが「古典チョルティchʼoltiʼ」と呼ぶ言語で、チョルティChʼortiʼ語と現代チョルティchʼoltiʼ語の祖語であると提案している。彼らは、この言語がペテン盆地の西部と中南部で生まれ、碑文に使われ、おそらくエリートや司祭にも話されていたと提唱している。しかし、Mora-Marínは、古典低地マヤ語とチョルティ語群に共通する特徴は革新ではなく保守であり、チョル語群の多様化はまさに後古典期的であると主張している。古典期の低地の碑文の言語は、チョル祖語だったと考えられる。

## 関係
現在では、写本やその他の古典テキストは、通常はマヤの聖職者のメンバーである書記によって、チョルティ(Chʼoltiʼ)語の文語体で書かれたと考えられている。マヤのエリートは、マヤ語圏全体の共通語としてこの言語を話した可能性があるが、テキストはペテンとユカタンの他のマヤ言語、特にユカテク語で書かれていた可能性もある。また、グアテマラ高地のマヤ語を書くためにマヤ文字が時折使用された可能性がある証拠もいくつかある。しかし、他の言語が書かれた場合、それらはチョルティChʼoltiʼの書記によって書かれた可能性があり、したがってチョルティの要素を持つことになる。

## 書記体系
古典マヤ語は、先コロンブス期のマヤが使用した書記体系に記録された主要言語で、特にメキシコの低地地域の200年〜900年頃の碑文に表されている。書記体系（一般にマヤ文字として知られている）は、表語記号と音節記号（書記素）の組み合わせが使われるシュメール起源の楔形文字など、他の表語音節文字体系と機能的にいくつかの類似点がある（ただし関連はない）。この文字の書記素のコーパスは、その地域で当時話されていた古典マヤ語の音韻を反映した音節記号のコアに、さらに多くの表語記号が組み合わされ、補完されているのが特徴である。したがって、古典マヤ語の表現は、さまざまな方法で記述でき、表語文字、音声補字を含む表語文字、表語文字と音節の組み合わせ、純粋な音節の組み合わせで表される。たとえば、よくあるパターンでは、多くの動詞と名詞の語根は表語文字で与えられるが、文法的接辞は日本語の書記体系と同様に音節的に書かれている。

## 音韻
古典マヤ語の子音の仕組みは次のように表すことができる:
|        |        | 唇    | 歯茎      | 硬口蓋    | 軟口蓋 | 声門  |
| ------ | ------ | ----- | --------- | --------- | ------ | ----- |
| 鼻音   | 鼻音   | m     | n         |           |        |       |
| 破裂音 | 無声   | p     | t         |           | k      | ʔ ⟨’⟩ |
| 破裂音 | 放出音 |       | t’        |           | k’     | ʔ ⟨’⟩ |
| 破裂音 | 入破音 | ɓ ⟨b⟩ |           |           |        |       |
| 破擦音 | 無声   |       | t͡s ⟨tz⟩   | t͡ʃ ⟨ch⟩   |        |       |
| 破擦音 | 放出音 |       | t͡s’ ⟨tz’⟩ | t͡ʃ’ ⟨ch’⟩ |        |       |
| 摩擦音 | 摩擦音 |       | s         | ʃ ⟨x⟩     | x ⟨j⟩  | h     |
| 接近音 | 接近音 |       | l         | j ⟨y⟩     | w      |       |

|      | 前舌 | 中舌 | 後舌 |
| ---- | ---- | ---- | ---- |
| 狭   | i    |      | u    |
| 中央 | e    |      | o    |
| 広   |      | a    |      |

古典マヤ語の音訳に用いるラテンアルファベットは、’, a, b, ch, ch’, e, h, i, k, k’ (ꜭ), l, m, n, o, p, p’, s, t, t’, tz, tz’ (ꜯ), u, w, x, y.
古典マヤ語には、a、e、i、o、uの5つの母音がある。長母音は、aa、ee、ii、oo、uuのように2重に表記される。さらに、母音で始まる単語はなく、実際には声門破裂音から始まる。このため、最初の文字 ’は、転記とアルファベット順の構造化を容易にするためによく省略される。
マヤ文字で最も広く見られる音韻過程は、3音節の単語の下部にある母音を削除することである。CVCVCVC形式のシーケンスが1つの単語として表れる場合、2番目の母音（2番目の音節の核）が削除されて、2つのCVC音節が形成される。例:CHUM(mu)-la-ja 「彼は座る」はchumlajと転写される。AJAW-le-le '領主 (lordship)'はajawlelと翻字される。Tu-’u-B’AAH 'それ自体'はtu’b’aahと転写される。Sa-ku-WINIK-ki '兄 (elder brother)'はsaku(n) winikと翻字される。

## 文法
他のほとんどのマヤ語族の言語と同様に、古典マヤ語は動詞-主語-目的語語順であり、能格-絶対格言語である。多総合語であり、接頭辞と接尾辞の両方を使用して文法機能を示す。名詞は、格や性による変化をしない。物体の空間的な位置を表す自動詞のクラスもある。さらに、この言語では、名詞を数量化するときに助数詞を使用し、二十進法を採用している。動詞は時制に応じて活用されるのではなく、一連のアスペクト助詞によって意味的に変化する。

### 数詞
古典マヤ語の数詞の正確な読み方について、言語学者と碑文学者はいまだに議論を続けている。20より大きい数字は、いわゆる「太陰系列」の一部として、古典マヤの碑文に記録されている。具体的には、「太陰月」の日数（例：「20＋9」「20＋10」）や、数えるべき王朝の数・順序を表す場合である。
数詞のリスト:
- mih (0)
- jun (1)
- cha’ / ka’ (2)
- ox / ux (3)
- chan / kan (4)
- ho’ (5)
- wak (6)
- huk / wuk (7)
- waxak (8)
- balun / bolon (9)
- lajun (10)
- buluch / buluj (11)
- laj cha’ / laj ka’ (12)
- ox lajun / ux lajun (13)
- chan lajun / kan lajun (14)
- ho’ lajun (15)
- wak lajun (16)
- huk lajun / wuk lajun (17)
- waxak lajun (18)
- balun lajun / bolon lajun (19)
- winak (20).

### 代名詞

#### 従属代名詞
能格代名詞は、単語（名詞、形容詞、動詞）の前に付けられる形態素である。それらの機能は、以下の役割を標示することである。
1. 他動詞の主語
2. 所有の所有者
3. 関係名詞の人（下記参照）

能格代名詞には、接頭する語が子音で始まるか母音で始まるかによって、2つの異形態がある。
|        |      | 子音の前 | 母音の前 |
| ------ | ---- | -------- | -------- |
| 一人称 | 単数 | ni-      | w-       |
| 一人称 | 複数 | ka-      | -        |
| 二人称 | 単数 | a-       | aw-      |
| 二人称 | 複数 | -        | -        |
| 三人称 | 単数 | u-       | y-       |
| 三人称 | 複数 | u-       | y-       |

絶対格代名詞は、単語（名詞、形容詞、動詞）の末尾に付いた形態素である。それらの機能は、次の役割を標示することである。
1. 他動詞の目的語
2. 自動詞と状態動詞の主語

| 一人称 | 単数 | -eʔn         |
| 一人称 | 複数 | -oʔn         |
| 2人目  | 単数 | -at          |
| 2人目  | 複数 | -            |
| 三人称 | 単数 | -Ø           |
| 三人称 | 複数 | -oʔb’ > -ob’ |

#### 独立代名詞
独立代名詞は小辞haʔに絶対格系列の代名詞を加えて作る。したがって、haʔ-en、haʔ-at、haʔ-Ø、haʔ-oʔb’となる。結果として得られる形は、形態音素過程の影響を受け、予測不可能になる。したがって、haʔ-oʔb’はhaʔoʔb’のままだが、haʔ-atはhat、haʔ-eʔnはhiinという形になる。
| 一人称 | 単数 | hiin > hin       | hi-na > hi-ni       |
| 一人称 | 複数 | -                | -                   |
| 2人目  | 単数 | hat              | ha-ta               |
| 2人目  | 複数 | -                | -                   |
| 三人称 | 単数 | haaʔ ＞ haʔ      | ha-i ＞ ha-a        |
| 三人称 | 複数 | haʔoʔb’ > haʔob’ | ha-o-b’a > ha-o-b’o |

### 動詞
古典マヤ語の多くの語源が証明されている。
- ak’ - 与える
- al - 話す
- cha’ - する
- tz’ib - 書く、描く
- ch’ab- / kob’ - 作る
- ch’am - 受け取る
- hul - 着く
- pok - 洗う
- chum - 座る
- jel - 変える
- il - 見る
- k’at - 欲しい
- och - 入る、give of eat
- pitz -  play ball
- way - sleep, transform
- k’ay - 歌う
- tal - 来る
- nak - 征服する
- pas - open
- pay - guide
- tzutz- finish

### 名詞
動詞や位置詞とは異なり、ほとんどの名詞は形態的派生を必要としない。これらの単語では、非所有形を派生させるための形態素は接尾辞-Vlであるが、これに対応する母音は単語によって異なり、また-isや-aasという接尾辞を取る単語もある。例: u-ch’ahb’ '彼の苦行' > ch’ahb’-il '苦行', y-ohl '彼からの彼の心' > ohl-is '心'.一方、他の名詞は一般に非所有で、所有されている場合は派生する必要があり、通常は抽象化の接尾辞 -V (V) l を付ける。これは音節記号 - liで書かれているが、ほとんどが音韻的に条件付けられた2つの異形態（CVC語根の -ilと非 CVC 語根の -aal ）を持ちうる。これに対する例外は、語彙的に決定されるようである。例: lakam-tuun 'wake' > u lakam-tuun-il '彼の目覚め'.

## 文学
マヤ文学は、コロンブス以前の古代から現在まで2000年に及ぶ世界最古の文学の1つである。マヤ人は、グラフィック表現の手段として意図していない一部の面にも、絵を描いたり文字を書いたりしていた。この種の作品が最も多く保存されているのは、天井や壁が保存されている建物の部屋の中である。表面に書かれた文字を文書化するために多大な努力が払われた場所は、唯一グアテマラのティカルだけである。
紀元前3世紀から13世紀まで続いた古典マヤ文字の時代から、今日まで生き残ったテキストは、石、骨、耐久性のある木材、陶器、貝殻、漆喰に描かれたり彫られたりしたものである。もっと多くのことが紙に書かれていた可能性もあるが、今日に至ったものはほとんど判読できない。古典期にさかのぼる場所では、亡くなった所有者の胸や頭の横に置かれたと思われる本の遺物が墓から発見されている。現在に至るまで残っている読書可能な書物は4冊しかない。